# 道格拉斯县 (内布拉斯加州)
道格拉斯縣是美国內布拉斯加州東部的一個郡，隔密苏里河與艾奥瓦州相望，面積880平方公里。根據2020年美國人口普查，本縣共有人口58萬4,526人。本縣的縣治奧馬哈是該州最大的城市。本縣是其中一個組成奧馬哈-布拉夫斯大都會區的縣份。
在內布拉斯加州車牌系統中，道格拉斯縣車牌的字首為「1」，因為本縣在1922年車牌系統設立時，其登記車輛數量在州中是最多的。於2002年，内布拉斯加州政府停止在州中三個人口最多的縣份中繼續行使這個系統。這三個縣份分別是道格拉斯縣、薩皮縣和蘭開斯特縣。
本縣於1854年成立，縣名紀念第十六任總統阿伯拉罕·林肯在1860年總統選舉中的競選對手之一，民主黨員史蒂芬·阿諾·道格拉斯。

## 地理

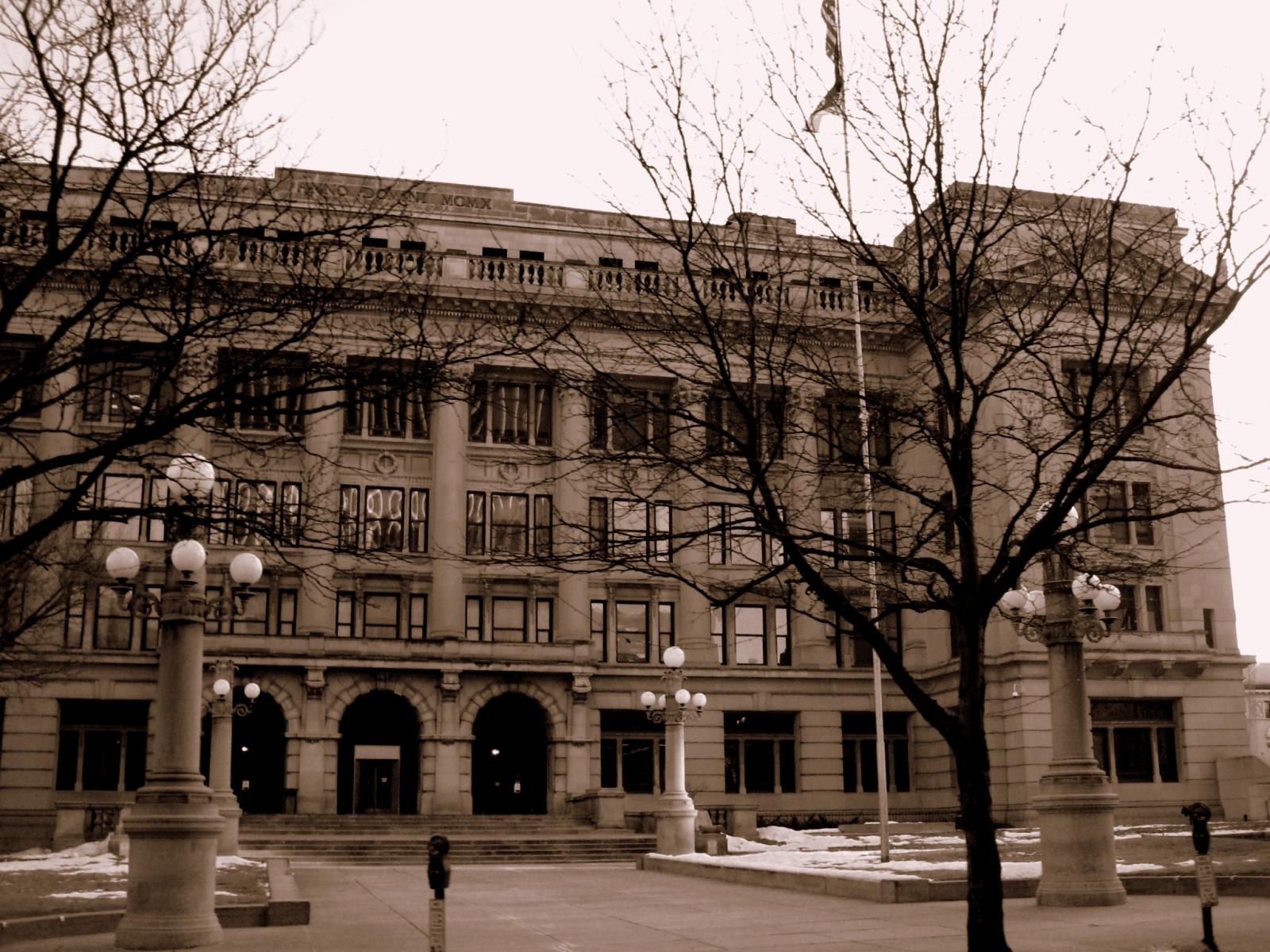
位於縣治奧馬哈的道格拉斯縣法院

根據2000年人口普查，道格拉斯县的總面積為340平方英里（880平方），其中有331平方英里（860平方），即97.46%為陸地；9平方英里（23平方），即2.54%為水域。

### 毗鄰縣
- 内布拉斯加州 薩皮縣：南方
- 内布拉斯加州 桑德斯縣：西方
- 内布拉斯加州 道奇縣：西北方
- 内布拉斯加州 華盛頓縣：北方
- 愛阿華州 波特瓦特米縣：東方

## 人口
| 调查年                              | 人口    | 备注 | %±     |
| ----------------------------------- | ------- | ---- | ------ |
| 1860                                | 4,328   |      | —      |
| 1870                                | 19,982  |      | 361.7% |
| 1880                                | 37,645  |      | 88.4%  |
| 1890                                | 158,008 |      | 319.7% |
| 1900                                | 140,590 |      | −11.0% |
| 1910                                | 168,546 |      | 19.9%  |
| 1920                                | 204,524 |      | 21.3%  |
| 1930                                | 232,982 |      | 13.9%  |
| 1940                                | 247,562 |      | 6.3%   |
| 1950                                | 281,020 |      | 13.5%  |
| 1960                                | 343,490 |      | 22.2%  |
| 1970                                | 389,455 |      | 13.4%  |
| 1980                                | 397,038 |      | 1.9%   |
| 1990                                | 416,444 |      | 4.9%   |
| 2000                                | 463,585 |      | 11.3%  |
| 2010                                | 517,110 |      | 11.5%  |
| 2012年估计                          | 531,265 |      | 2.7%   |
| U.S. Decennial Census 2012 Estimate |         |      |        |

根據2000年人口普查，道格拉斯县擁有463,585居民、182,194住戶和115,146家庭。其人口密度為每平方英里1,401居民（每平方公里541居民）。本縣擁有192,672間房屋单位，其密度為每平方英里582間（每平方公里225間）。而人口是由80.96%白人、11.50%黑人、0.61%土著、1.71%亞洲人、0.05%太平洋岛民、3.4%其他種族和1.76%混血构成。而西班牙裔或拉丁美洲人佔了人口6.67%。在80.96%白人中，有26.3%是德國人、11.5%是愛爾蘭人。
在182,194住户中，有32%擁有一個或以上的兒童（18歲以下）、47.5%為夫妻、12.1%為單親家庭、36.8%為非家庭、29.8%為獨居、8.7%住戶有同居長者。平均每戶有2.48人，而平均每個家庭則有3.12人。在463,585居民中，有26.6%為18歲以下、10.3%為18至24歲、31.2%為25至44歲、21%為45至64歲以及11%為65歲以上。人口的年齡中位數為34歲，女子對男子的性別比為100：95.7。成年人的性別比則為100：92.9。
本縣的住戶收入中位數為$43,209，而家庭收入中位數則為$54,651。男性的收入中位數為$36,577，而女性的收入中位數則為$27,265，人均收入為$22,879。約6.7%家庭和9.8%人口在貧窮線以下，包括13%兒童（18歲以下）及7.2%長者（65歲以上）。